# MRCA 입찰

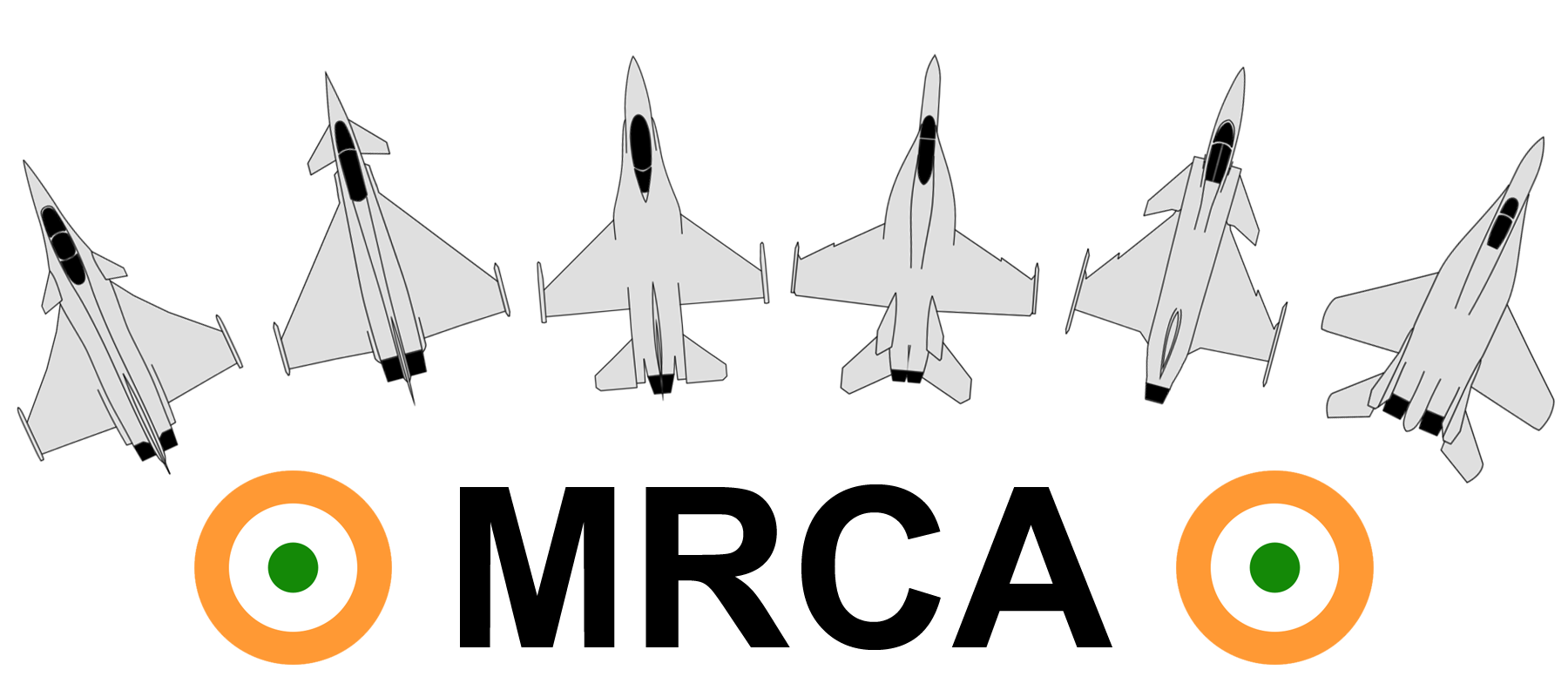

MRCA 입찰(Indian MRCA competition / MMRCA(Medium Multi-Role Combat Aircraft) competition)은 인도의 중형 다목적 전투기 사업이다. 한화 10조원 규모의 126대의 전투기 구매사업이며, 6개 기종이 경쟁했다. 인도는 다소 라팔과 유로파이터 타이푼으로 경쟁을 압축했다.
인도는 미라주 2000 사용국가이다. 다소 라팔과 유로파이터 타이푼은 원래 쌍발엔진 미라주 2000의 개념으로 프랑스가 모두 개발에 참여하던 사업이다.
인도 공군은 최대이륙중량 10톤급 경전투기로 미그21 200대, 테자스 7대, 미라주 2000 51대 총 258대를 보유하고 있다. 최대이륙중량 20톤급인 중형전투기로 미그29 69대, 최대이륙중량 30톤급인 대형전투기로 수호이30 159대를 보유하고 있다.

## 경쟁
- 프랑스 다소, 다소 라팔, 대형 전투기
- 유럽 EADS, 유로파이터 타이푼, 대형 전투기
- 미국 보잉, F/A-18E/F, 미국 해군용 전투기, 대형 전투기
- 러시아 미코얀, MiG-35, 러시아판 F-15, 대형 전투기
- 미국 록히드 마틴, F-16, 중형 전투기
- 스웨덴 사브, JAS 39 그리펜, F-16과 비슷한 중형 전투기

## 그리펜
최초의 한국산 전투기인 FA-50과 동일한 제원인 스웨덴의 그리펜이 입찰에 참여했다. FA-50과 그리펜은 원래 추력 5톤의 F404 엔진을 사용하는데, 이번 입찰에는 추력 6톤의 F414 엔진을 사용했다.
다소 라팔, 유로파이터 타이푼, F/A-18E/F, 미그35은 모두 최대이륙중량 30톤인 F-15급으로 알려진 전투기들이다. F-16은 최대이륙중량 20톤급의 대표적인 전투기이다. 그런데, 그리펜은 최대이륙중량 14톤인 경전투기인데도, F-16, F-15급 전투기 입찰에 참여했다는 점에서, 세가지 기종의 시장이 별개의 시장이 아니라, 중복되는 면이 없지 않다는 의미가 있다.
한국이 최대이륙중량 14톤인 FA-50을 개발할 당시에는, 최대이륙중량 10톤인 제공호 시장용이지, 20톤이나 30톤 시장은 고려하지 않았었다.

## 같이 보기
- HAL 테자스
- HAL AMCA